# サン・ヴェーロ・ミーリス
サン・ヴェーロ・ミーリス（イタリア語: San Vero Milis）は、イタリア共和国サルデーニャ自治州オリスターノ県にある、人口約2,500人の基礎自治体（コムーネ）。

## 地理

### 位置・広がり
シニス半島と呼ばれる地域の北部に位置する町である。地中海（サルデーニャ海）に向かってマンヌ岬 (Capo Mannu) が突き出している。

#### 隣接コムーネ
隣接するコムーネは以下の通り。
- バラーティリ・サン・ピエトロ
- ミーリス
- ナルボリーア
- リオーラ・サルド
- セーネゲ
- トラマッツァ
- ゼッディアーニ

## 行政

### 分離集落
サン・ヴェーロ・ミーリスには、以下の分離集落（フラツィオーネ）がある。
- Capo Mannu, Mandriola, Putzu Idu, S'Arena Scoada, Sa Rocca Tunda, Su Pallosu

## 自然・環境
当地のStagno di Sale 'e Porcusは、ラムサール条約登録湿地である。季節的な沿岸潟湖の複合体で、夏には干上がる。イタリアのラムサール条約登録地一覧も参照。

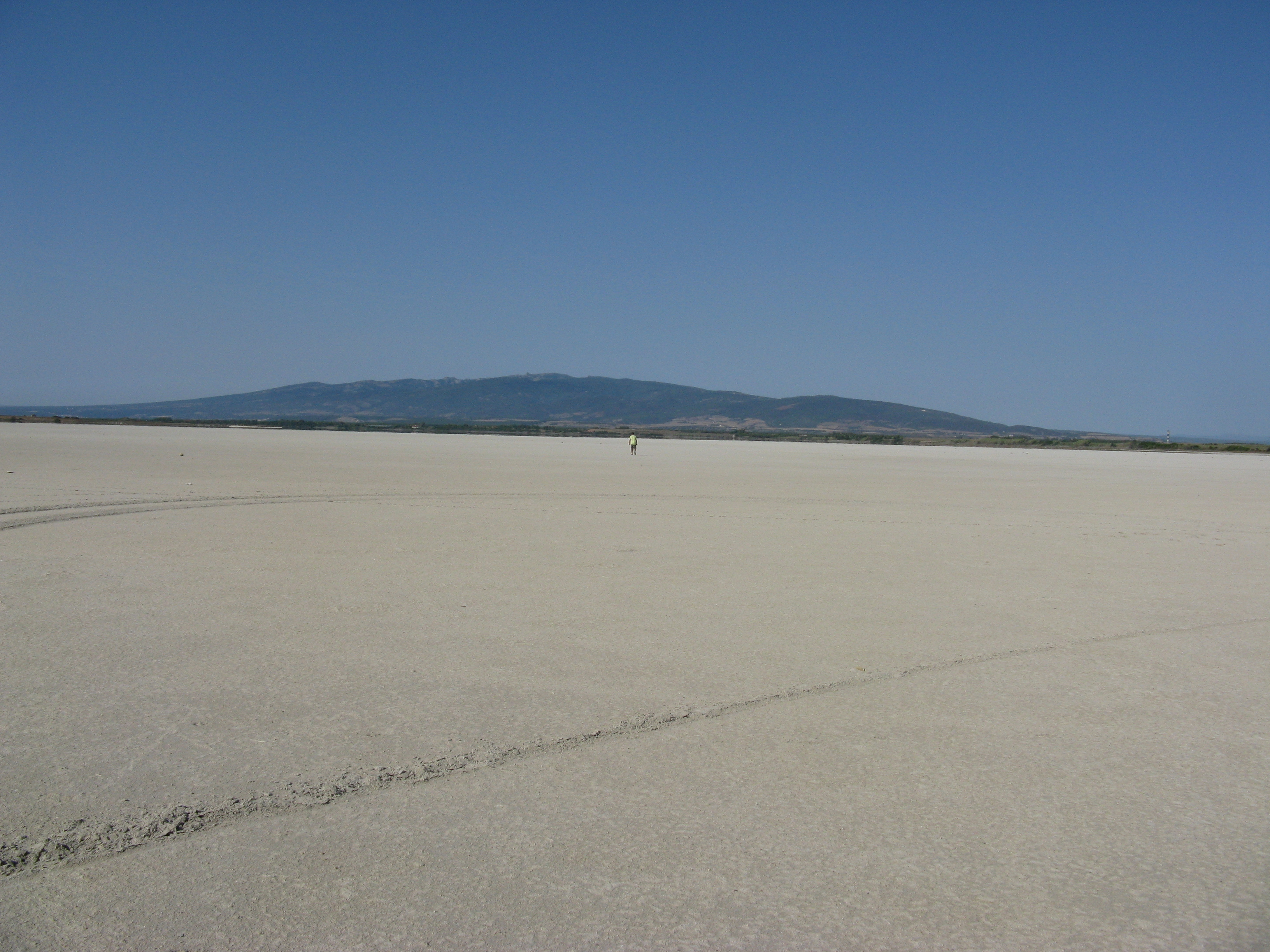
Sale 'e Porcus（2008年7月）